# Gisela Gresser
Gisela Kahn Gresser est une joueuse d'échecs américaine née le 8 février 1906 à Détroit (Michigan) et morte le 4 décembre 2000. Avec Mona Karff, elle domina les échecs américains des années 1940 aux années 1960, remportant neuf titres de championne des États-Unis de 1944 à 1969.

## Championnats du monde
En 1946-1950, Gisela Gresser finit douzième sur seize joueuse du premier championnat du monde d'échecs féminin d'après la Seconde Guerre mondiale et reçut le titre de maître international féminin à sa création. 
Elle participa à plusieurs reprises au tournoi des candidates au championnat du monde :
- en 1956, elle fut neuvième sur vingt participantes ;
- en 1959, elle fut onzième ;
- en 1961, elle finit douzième ex æquo ;
- en 1967, elle termina à la 14e place ex æquo.

En 1971, à 65 ans, elle finit dernière du premier tournoi interzonal féminin.

## Olympiades
Avec les États-Unis, Gisela Gresser participa aux trois premières olympiades féminine (en 1957, 1963 et 1966), jouant à chaque fois au premier échiquier américain. En 1957, elle marqua 7,5 points sur 11 et remporta la médaille de bronze au premier échiquier